# Kasander Makedonski
Kasander (grško: Κάσσανδρος Ἀντίπατρος [Kassandros Antipatros]), sin makedonskega kralja Antipatra, od leta 305 pr. n. št. do leta 297 pr. n. št. makedonski kralj, * okoli 350 pr. n. št., † 297 pr. n. št..

## Zgodnja zgodovina
V mladosti je bil verjetno učenec filzofa Aristotela na liceju v Grčiji.
Prvi zapis o Kasandru omenja, da je prišel leta 323 pr. n. št. na dvor Aleksandra Velikega v Babilonu, kamor ga je poslal oče Antipater, najverjetneje zato, da bi mu pomagal obdržati njegovo regentstvo v Makedoniji. Nekateri sodobniki, ki so bili nasprotniki Antipatridov, so kasneje trdili, da je na dvor pripotoval zato, da bi Aleksandra zastrupil.
Ne glede na resničnost teh namigov, je Kasander po svoji sovražnosti do Aleksandra odstopal od drugih  diadohov. Ker se je Kasander, tako kot drugi diadohi, boril za oblast, so na njegov ukaz usmrtili Aleksandovo ženo Roksano, njunega sina Aleksandra in domnevnega nezakonskega sina Herakleja. Leta 316 pr. n. št. je kljub zagotovilu, da ji bo prizanesel, ubil tudi Aleksandrovo mater Olimpijo.
Na Kasandrovo odločitev, da bo obnovil Tebe, ki jih je porušil Aleksander, so v tistem času gledali kot na grobo žalitev pokojnega kralja. Pravijo tudi, da ni mogel iti mimo Aleksandrovega kipa, ne da bi pri tem občutil slabost. Kasandra so imeli za častihlepnega in  brezobzirnega vladarja, od katerega so se odtujili celo člani njegove družine.

## Kasnejša zgodovina
Antipater pred svojo smrtjo leta 319 pr. n. št. regentstva v Makedoniji ni prenesel na Kasandra, ampak na generala Poliperhona, ki je služil Filipu II. in Aleksandru Velikemu na njegovih pohodih v Aziji. S tem dejanjem je verjetno želel pri diadohih vzbuditi vtis, da nima nobenih dinastičnih ambicij. Kasander se z očetovo odočitvijo ni strinjal in je takoj začel iskati Antigonovo, Ptolemejevo in Lizimahovo podporo. Poliperhonu je napovedal vojno, uničil njegovo ladjevje, v Atenah postavil na oblast Demetrija Falerskega in se leta 317 pr. n. št. razglasil za regenta. Po Olimpijini uspešni vstaji proti Filipu III. konec istega leta, jo je Kasander začel oblegati v Pidni. Ko je mesto dve leti kasneje padlo, je dal Olimpijo usmrtiti, Aleksandra IV. in Roksano pa je konfiniral v Amfipolisu.
Kasander se je s poroko z Aleksandrovo polsestro Tesaloniko povezal z Argejsko dinastijo in dal leta 310 pr. n. št. ali leto kasneje usmrtiti Aleksandra IV. in njegovo mater Roksano.  Po letu 309 pr. n. št. je Poliperhon začel razglašati, da je zakoniti makedonski naslednik Heraklej, potem pa ga je Kasander podkupil, da je fanta ubil. Po njegovi smrti je bil Kasandrov položaj v Grčiji in Makedoniji dovolj trden, da se je leta 305 pr. n. št. razglasil za kralja. Po bitki pri Ipsu leta 301 pr. n. št., v kateri je Antigon padel, je postal nesporni vladar Makedonije. Oblasti ni užival prav dolgo, ker je že leta 297 pr. n. št. umrl zaradi edema.
Kasandrova dinastija je vladala malo časa. Sin Filip je še istega leta umrl naravne smrti, sinova Aleksander in Antipater pa sta se skupaj s svojo materjo zapletla v uničujoče dinastične spore. Ko je Antiapter odstavil Aleksandra s položaja sokralja, je Aleksander prosil za pomoč Demetrija I.. Demetrij je odstavil  Antipatra in ubil Aleksandra in ustanovil svojo Antigonidsko dinastijo. Preživeli Antipatridi, na primer Antipater Etezij, niso imeli dovolj moči, da bi ponovno prišli na prestol.

## Zapuščina
Kasander je obnovil mesto Terma in ga po svoji ženi preimenoval v Tesaloniko. Na ruševinah Potideje je ustanovil mesto, ki ga je po sebi imenoval Kasandreja.

## Vira
- Diodor Sicilski, Bibliotheca, poglavja xviii, xix in xx.
- Plutarh, Vzporedna življenja, Demetrij I. Makedonski, 18, 31 in Fokion, 31.

| Kasander Makedonski Antipatridska dinastijaRojen: okoli 350 pr. n. št. Umrl: 297 pr. n. št. |                                                   |                      |
| Predhodnik: Poliperhon                                                                      | Regent Makedonskega kraljestva 317–305 pr. n. št. | Naslednik: -         |
| Predhodnik: Aleksander IV.                                                                  | Kralj Makedonskega kraljestva 305–297 pr. n. št.  | Naslednik: Filip IV. |